# Campionati europei di nuoto 2012 - 50 metri farfalla maschili
La gara dei 50 metri farfalla maschili degli Europei 2012 si è svolta il 21 e 22 maggio 2012 e vi hanno partecipato 44 atleti. Le batterie e le semifinali si sono svolte il 21 e la finale nel pomeriggio del giorno successivo.

## Podio
| Pos.    | Atleta             | Nazione     |
| ------- | ------------------ | ----------- |
| Oro     | Rafael Muñoz       | Spagna      |
| Argento | Frédérick Bousquet | Francia     |
| Bronzo  | Jaŭhen Curkin      | Bielorussia |

## Record
Prima della manifestazione il record del mondo (RM), il record europeo (EU) e il record dei campionati (RC) erano i seguenti.
| Record mondiale       | 22"43 | Rafael Muñoz Pérez | 5 aprile 2009 Malaga    |
| Record europeo        | 22"43 | Rafael Muñoz Pérez | 5 aprile 2009 Malaga    |
| Record dei campionati | 23"11 | Milorad Čavić      | 19 marzo 2008 Eindhoven |

## Risultati

### Batterie
| Pos. | Atleta                | Nazionalità | Tempo | Batteria | Corsia | Note |
| ---- | --------------------- | ----------- | ----- | -------- | ------ | ---- |
| 1    | Frédérick Bousquet    | Francia     | 23"60 | 4        | 4      | Q    |
| 2    | Milorad Čavić         | Serbia      | 23"70 | 6        | 3      | Q    |
| 3    | Rafael Muñoz          | Spagna      | 23"76 | 4        | 5      | Q    |
| 4    | Nikita Konovalov      | Russia      | 23"78 | 6        | 4      | Q    |
| 5    | François Heersbrandt  | Belgio      | 23"81 | 4        | 3      | Q    |
| 6    | Piero Codia           | Italia      | 23"87 | 6        | 2      | Q    |
| 7    | Amaury Leveaux        | Francia     | 23"90 | 5        | 3      | Q    |
| 8    | Jaŭhen Curkin         | Bielorussia | 23"91 | 5        | 6      | Q    |
| 9    | Steffen Deibler       | Germania    | 23"94 | 5        | 4      | Q    |
| 10   | Mario Todorović       | Croazia     | 23"95 | 6        | 7      | Q    |
| 11   | Romain Sassot         | Francia     | 24"04 | 6        | 6      |      |
| 12   | Alon Mandel           | Israele     | 24"05 | 4        | 7      | Q    |
| 13   | Andrij Hovorov        | Ucraina     | 24"08 | 6        | 5      | Q    |
| 14   | Ivan Lenđer           | Serbia      | 24"14 | 5        | 5      | Q    |
| 15   | Fotios Koliopoulos    | Grecia      | 24"20 | 4        | 2      | Q    |
| 16   | Martin Spitzer        | Austria     | 24"20 | 5        | 7      | Q    |
| 17   | Tom Kremer            | Israele     | 24"27 | 1        | 3      | Q    |
| 18   | Duje Draganja         | Croazia     | 24"28 | 5        | 2      |      |
| 19   | Ádám Madarassy        | Ungheria    | 24"30 | 1        | 6      |      |
| 20   | Philip Heintz         | Germania    | 24"36 | 4        | 6      |      |
| 21   | Simão Morgado         | Portogallo  | 24"38 | 5        | 1      |      |
| 22   | Bence Pulai           | Ungheria    | 24"42 | 4        | 1      |      |
| 23   | Marco Belotti         | Italia      | 24"43 | 6        | 1      |      |
| 24   | Michal Poprawa        | Polonia     | 24"51 | 3        | 6      |      |
| 25   | Martin Verner         | Rep. Ceca   | 24"60 | 4        | 8      |      |
| 25   | Norbert Trandafir     | Romania     | 24"60 | 6        | 8      |      |
| 27   | Nico van Duijn        | Svizzera    | 24"61 | 3        | 4      |      |
| 28   | Ari-Pekka Liukkonen   | Finlandia   | 24"90 | 2        | 1      |      |
| 29   | Duarte Rafael Mourão  | Portogallo  | 24"98 | 5        | 8      |      |
| 30   | Alexandru Coci        | Romania     | 24"99 | 3        | 5      |      |
| 31   | Ľuboš Grznár          | Slovacchia  | 25"03 | 3        | 1      |      |
| 31   | Tadas Duškinas        | Lituania    | 25"03 | 3        | 7      |      |
| 33   | Robert Zbogar         | Slovenia    | 25"08 | 3        | 2      |      |
| 34   | Sindri Þór Jakobsson  | Norvegia    | 25"15 | 2        | 3      |      |
| 35   | Mindaugas Sadauskas   | Lituania    | 25"18 | 3        | 3      |      |
| 36   | Marko Tiidla          | Estonia     | 25"22 | 3        | 8      |      |
| 37   | Konstantinos Markozis | Grecia      | 25"23 | 2        | 5      |      |
| 38   | Pāvels Kondrahins     | Lettonia    | 25"26 | 2        | 4      |      |
| 39   | Dmitrij Gorbunov      | Russia      | 25"34 | 1        | 5      |      |
| 40   | Bernhard Wolf         | Austria     | 25"59 | 2        | 7      |      |
| 41   | Bence Gyárfás         | Ungheria    | 25"61 | 2        | 2      |      |
| 42   | Avi Cohen             | Israele     | 25"90 | 2        | 8      |      |
| 43   | Edgaras Štura         | Lituania    | 26"03 | 2        | 6      |      |
| 44   | Heðin Olsen           | Fær Øer     | 26"41 | 1        | 4      |      |

### Semifinali
| Pos. | Atleta               | Nazionalità | Tempo | Batteria | Corsia | Note |
| ---- | -------------------- | ----------- | ----- | -------- | ------ | ---- |
| 1    | Milorad Čavić        | Serbia      | 23"41 | 1        | 4      | Q    |
| 2    | Andrij Hovorov       | Ucraina     | 23"43 | 1        | 7      | Q    |
| 3    | Amaury Leveaux       | Francia     | 23"51 | 2        | 6      | Q    |
| 4    | Nikita Konovalov     | Russia      | 23"55 | 1        | 5      | Q    |
| 5    | Frédérick Bousquet   | Francia     | 23"68 | 2        | 4      | Q    |
| 6    | Rafael Muñoz         | Spagna      | 23"70 | 2        | 5      | Q    |
| 7    | Ivan Lenđer          | Serbia      | 23"71 | 2        | 1      | Q    |
| 8    | Jaŭhen Curkin        | Bielorussia | 23"77 | 1        | 6      | Sp   |
| 8    | François Heersbrandt | Belgio      | 23"77 | 2        | 3      | Sp   |
| 10   | Piero Codia          | Italia      | 23"84 | 1        | 3      |      |
| 11   | Mario Todorović      | Croazia     | 23"86 | 1        | 2      |      |
| 12   | Fotios Koliopoulos   | Grecia      | 23"92 | 1        | 1      |      |
| 13   | Steffen Deibler      | Germania    | 23"96 | 2        | 2      |      |
| 14   | Martin Spitzer       | Austria     | 24"04 | 2        | 8      |      |
| 15   | Alon Mandel          | Israele     | 24"05 | 2        | 7      |      |
| 16   | Tom Kremer           | Israele     | 24"20 | 1        | 8      |      |

#### Spareggio
| Pos. | Atleta               | Nazionalità | Tempo | Corsia | Note |
| ---- | -------------------- | ----------- | ----- | ------ | ---- |
| 1    | Jaŭhen Curkin        | Bielorussia | 23"59 | 4      | Q    |
| 2    | François Heersbrandt | Belgio      | 23"66 | 5      |      |

### Finale
| Pos.    | Atleta             | Nazionalità | Tempo | Corsia | Note |
| ------- | ------------------ | ----------- | ----- | ------ | ---- |
| Oro     | Rafael Muñoz       | Spagna      | 23"16 | 7      |      |
| Argento | Frédérick Bousquet | Francia     | 23"30 | 2      |      |
| Bronzo  | Jaŭhen Curkin      | Bielorussia | 23"37 | 8      |      |
| 4       | Nikita Konovalov   | Russia      | 23"43 | 2      |      |
| 5       | Milorad Čavić      | Serbia      | 23"53 | 4      |      |
| 6       | Andrij Hovorov     | Ucraina     | 23"53 | 5      |      |
| 7       | Ivan Lenđer        | Serbia      | 23"68 | 1      |      |
| 8       | Amaury Leveaux     | Francia     | 23"80 | 3      |      |